# 石黒五十二

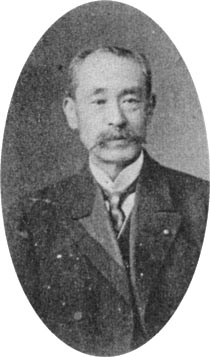
石黒五十二

石黒 五十二（いしぐろ いそじ、1855年7月23日（安政2年6月10日） - 1922年（大正11年）1月14日）は、明治時代の官僚、土木技術者、政治家。

## 生涯
加賀藩士・石黒千尋の二男として加賀国石川郡金沢に生まれる。明治維新前は、藩校で修めた西洋砲術を教授していたという。
維新後は、加賀藩主の命を受けて大学南校（開成学校を経て、後に東京大学）に進み、1878年（明治11年）、土木工学科を卒業。同年、神奈川県土木課に出仕したが、翌1879年（明治12年）、文部省の選抜によりイギリスに留学した。留学中は、アレキサンドリア港の水道工事をはじめ多数の工事に携わったほか、ジョン・フレミングとともにインシュライトの発明を行うなどもした。
1883年（明治16年）、日本への帰国後は内務省に出仕し、各地の水道、土木の改良工事に当たった。1886年（明治19年）、呉、佐世保両鎮守府の設置が決まると、海軍省技師に兼任され、その創設工事に当たった。
また、三池港や門司若松港の築港工事も手掛けた。内務省での部下に高橋辰次郎がいる。
土木監督署技監、海軍技監を歴任し、1907年（明治40年）12月10日から死去するまで貴族院勅選議員を務め、同成会に属して活動した。1908年（明治41年）7月1日、錦鶏間祗候を仰せ付けられる。1922年（大正11年）1月14日に薨去。墓所は金沢の野田山墓地。

## 家族
- 父・石黒千尋（1804-1872）は加賀藩士 ・ 明倫堂国学教授 ・ 国学者[11]。別名に克己・万五郎・左門・嘉左衛門・九十九、号は竹之舎[11]。
- 妻・壽満 は榎本武與（伊能忠敬の内弟子筆頭の箱田良助[12]長男、榎本武揚の兄）の長女[13]。
- 長女・登喜は三井物産取締役・瀬古孝之助の妻[14]。
- 長男・九一は 三菱電機顧問[15]。子供にテニス選手の石黒修がおり、その次男が俳優の石黒賢。岳父は三井合名会社11代目理事長の福井菊三郎。
- 二男・九五は横浜正金銀行頭取席為替部次長[16]。長女の夫に明治鉱業役員・安川泰（安川清三郎四男）。
- 三男・九六
- 四男・九十九
- 四女・美代子
- 六男・四一
- 七男・百十一

## 栄典
- 1884年（明治17年）8月30日 - 正七位[17]
- 1886年（明治19年）7月8日 - 従六位[18]
- 1891年（明治24年）12月10日 - 正六位[19]
- 1902年（明治35年）10月31日 - 従四位[20]
- 1906年（明治39年）11月30日 - 正四位[21]

勲章等
- 1889年（明治22年）11月29日 - 大日本帝国憲法発布記念章[22]

- 1895年（明治28年）12月29日 - 勲六等瑞宝章[23]
- 1897年（明治30年）12月28日 - 勲五等瑞宝章[24]
- 1906年（明治39年）4月1日 - 勲二等旭日重光章、明治三十七八年従軍記章[25]